# Basananthe scabrifolia
Basananthe scabrifolia är en passionsblomsväxtart som först beskrevs av James Edgar Dandy, och fick sitt nu gällande namn av De Wilde. Basananthe scabrifolia ingår i släktet Basananthe och familjen passionsblomsväxter. Inga underarter finns listade i Catalogue of Life.